# Siguald
Siguald († um 786), auch Sigwald oder Sigvald, war von 756/757 bis 786/787 Patriarch von Aquileia.

## Leben

### Mögliche Herkunft
Die Herkunft des Patriarchen ist unbekannt. Immerhin behauptet eine Handschrift aus dem 14. Jahrhundert, eine Patriarchenchronik aus Cividale, er sei ein Nachkomme des langobardischen Königs Grimoald gewesen. Eine Inschrift im Patriarchenpalast von Udine macht ihn zu einem Abkömmling des Langobardenkönigs Desiderius. Erst Pio Paschini zog 1912 diese Konstruktion – wohl vor dem frühen 18. Jahrhundert entstanden – einer königlichen Abstammungslinie in Zweifel, die seines Erachtens dem schwer einzuordnenden Patriarchen einen entsprechenden Nimbus verschaffen sollte.
Tatsächlich weist der Name des Patriarchen auf eine langobardische Abstammung hin. Sein Vorgänger, Calixtus, war jedenfalls von edler langobardischer Abkunft, wie Paulus Diaconus in seiner Historia Langobardorum vermerkt, deren Darstellung allerdings bereits mit dem Jahr 744 schließt. Calixtus hatte Cividale als Residenzort gegen den Widerstand des seinerzeitigen Herzogs von Friaul durchgesetzt.

### Patriarch unter dem letzten Langobardenkönig
Etwa die Hälfte der Amtszeit Sigualds fand im Rahmen des Langobardenreiches ihren Platz, das bis 774 bestand. Von da an herrschten hingegen die Franken unter Karl dem Großen in Oberitalien. Sigualds Amtseinführung fand etwa zur gleichen Zeit statt, als der Herzog der Toskana, Desiderius, zum König der Langobarden erhoben wurde. Ob er bei den Kämpfen der Jahre davor zwischen den Herzögen von Friaul und dem späteren Langobardenkönig Aistulf eine Rolle spielte, lässt sich nicht nachweisen.
Siguald erscheint tatsächlich nur in sehr wenigen zeitnahen Quellen namentlich, darunter in der Dotationsurkunde des Klosters Santa Maria di Sesto al Reghena, Pordenone, von 762. Darin wird Siguald in seiner Funktion als Patriarch angerufen, für den Schutz des Klosters Sorge zu tragen.
Eher mittelbar lässt sich das Wirken Sigualds im Zusammenhang mit den ehemaligen, östlichen Bistümern seines Patriarchats, nämlich denjenigen auf Istrien, erschließen. Zwischen 768 und 771 lässt ein Briefwechsel zwischen dem Patriarchen von Grado, Johannes, und Papst Stephan IV. erkennen, dass die Expansion der Langobarden auf die Halbinsel die dortigen Rechte der Kirche von Grado schmälerte. Johannes beschwerte sich in dem Brief darüber, dass seine Suffragane ihm nicht den gebührenden Gehorsam erwiesen. Dabei gab er den Langobarden und ihrem König Desiderius die Schuld. Siguald wird dabei zwar nicht erwähnt, doch er wird sich auch nicht dagegen gewehrt haben, die frühere Autorität seines Patriarchats auf Istrien wiederherzustellen, zumal dies durchaus als Fortsetzung der in dieser Hinsicht fordernden Politik seines Vorgängers aufgefasst werden kann.
Noch in den Akten der Synode von Mantua (827) versicherte Patriarch Maxentius, ein Nachfolger Sigualds, dass er ein Dekret des Klerus und des Volkes von Pula entdeckt habe, in dem Siguald, „qui usque ad Francorum tempora vixit“, gebeten worden sei, den gewählten Kandidaten zum Bischof zu weihen.

### Frankenzeit (ab 774)
Siguald blieb auch nach dem Fall Pavias, der Hauptstadt der Langobarden, im Jahr 774 im Amt. Dies kann als Hinweis aufgefasst werden, dass er die fränkische Seite unterstützt hatte, zumal er auch den Aufstand der Langobarden im Jahr 776 überstand. Daher wird ein undatierter Brief von „Sigwaldus humilis episcopus Aquileiae“ an Karl, „perpetuus triumphator“, in diese Zeit datiert. Der zwar fragmentarische Text lässt darin erkennen, dass der Patriarch um den Schutz vor Konfiskationen durch die neuen Machthaber ersuchte. Zugleich weist eine Reihe von Maßnahmen Karls darauf hin, dass er eine engere Kooperation mit dem Klerus anstrebte, um seine Machtinteressen durchzusetzen und für Stabilität zu sorgen. Allerdings deutet möglicherweise die Nichterwähnung des Patriarchen in zwei Urkunden, die sich auf seine Obödienz beziehen, daraufhin, dass er zunehmend an Einfluss verlor.

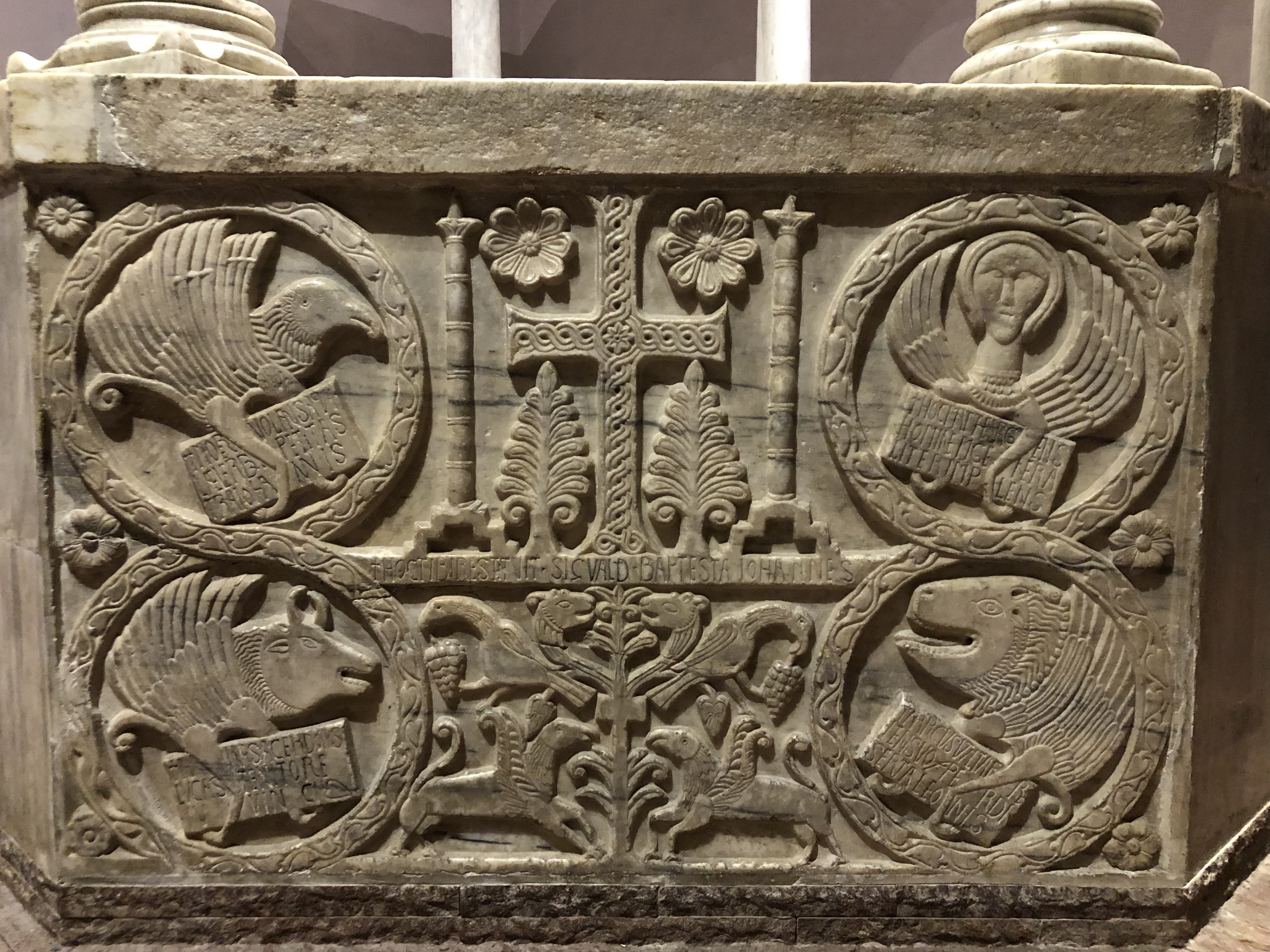
Die Sigvald-Platte, eine Marmorplatte mit der Nennung des „Sigvald“ in der Inschrift „HOC TIBI RESTITVIT SIGVALD BAPTESTA IOHANNES“

Sigualds Tätigkeit ist ansonsten nur noch durch die Marmorplatte, die ursprünglich für einen Altar zu Ehren Johannes des Täufers bestimmt war, nachgewiesen. Dort heißt es: „Hoc tibi restituit Siguald Baptesta Iohannes“. Heute ist sie in die Brüstung des Baptisteriums des Calixtus in Cividale eingelassen.
Der Patriarch starb um 786, auch das Jahr 787 wird vielfach genannt. Ihm folgte Paulinus im Amt, der den fränkischen Interessen deutlicher entgegenkam.